# Sông Cẩm Giàng
Sông Cẩm Giàng là một con sông đổ ra Sông Kẻ Sặt. Sông có chiều dài 26 km. Sông Cẩm Giàng chảy qua các tỉnh Bắc Ninh, Hưng Yên, Hải Dương .